# Discoduratere-Nunatak
Der Discoduratere-Nunatak (bulgarisch нунатак Дискодуратере nunatak Diskoduratere) ist ein in südost-nordwestlicher Ausrichtung 180 m langer, 150 m breiter und 76 m hoher Nunatak an der Nordküste Nelson Island im Archipel der Südlichen Shetlandinseln. Er ragt 940 m südöstlich des Baklan Point, 680 m südsüdwestlich des Meana Point und 3,07 km südwestlich des Cariz Point auf. 
Die bulgarische Kommission für Antarktische Geographische Namen benannte ihn 2020 nach dem römischen Handelsplatz Discoduratere im Norden Bulgariens.